# Reesa
Reesa es un género monotípico de escarabajos de la familia Dermestidae. Su única especie, Reesa vespulae, es nativa del Neártico, pero se ha difundido por todo el mundo.
Se lo identifica por las dos bandas rojizas en los élitros, setas negras y antenas terminadas en mazos de cuatro segmentos. Solo se conocen hembras y es posible que sean partenogenéticos.
Es una plaga de los ejemplares de museos porque se alimenta de materiales secos.